# Ghdat (rivière)
L’oued Ghdat (arabe : واد غدات ; berbère : Asif Ghdat  ou ⴰⵙⵉⴼ ⵖⴷⴰⵜ), est un cours d'eau marocain, affluent de rive gauche de l'oued Tensift, dont le sous-bassin se situe dans les provinces d'Al Haouz, d'El Kelâa des Sraghna et de Rhamna, toutes situées dans la région Marrakech-Safi. 

## Géographie
Il prend sa source dans le Haut Atlas et se jette dans le Tensift, à une trentaine de kilomètres au nord-est de Marrakech.